# Augyles pucholti
Augyles pucholti is een keversoort uit de familie oevergraafkevers (Heteroceridae). De wetenschappelijke naam van de soort is voor het eerst geldig gepubliceerd in 2001 door Skalický.